# کوبار
کوبار یک مجموعه  تلویزیونی در ژانر درام، اجتماعی و داستانی به کارگردانی فریدون حسن پور است که در بهار ۱۳۹۷ از شبکه دو سیما پخش شد.
«کوبار» در زبان گیلکی به معنای باران کوهی(کوه و تپه باران زده) است. این سریال پیش از این با عنوان سریال «مَرد» معرفی شده بود. در این مجموعه تلویزیونی بازیگران مهمی مانند پژمان بازغی، مهران غفوریان، مهران رجبی، پیام دهکردی و سیروس گرجستانی حضور دارند. فیلمبرداری سریال در شهرهای لاهیجان، رشت، تهران و ارتفاعات دیلمان، سیاهکل،  صورت گرفته‌است.

## داستان
داستان این سریال در مورد معلمی جوان با بازی ارمیا قاسمی است که برای آموزش دادن به روستا می‌رود و در این روستا با عشق و علاقه فراوان به کودکان راه و رسم زندگی را آموزش می‌دهد که در این مسیر دشوار با اختلافات مختلفی روبرو می‌شود.
این معلم مجبور است که ۱ سال در یک دبیرستان دورافتاده در منطقه ای کوهستانی زندگی کند. اما او در ادامه سریال با یک پزشک(پژمان بازغی) دوست می‌شود که در آن منطقه به تنهایی زندگی می‌کند.

## بازیگران
| بازیگر           | نقش                                   |
| ---------------- | ------------------------------------- |
| پژمان بازغی      | عباس، دکترِ روستا                      |
| ارمیا قاسمی      | ستار امیدوار، معلم مدرسه              |
| ترلان پروانه     | دکتر فرشته                            |
| مهران غفوریان    | محرّم                                  |
| پیام دهکردی      | احمدعلی                               |
| نگین معتضدی      | منیر سیاهسنگی، پرستار و همسرِ ابوالفضل |
| مهران رجبی       | آقای کاکرودی، مدیر مدرسه              |
| سیروس گرجستانی   | پدر‌ ستار امیدوار                      |
| امیر نوری        | حجت                                   |
| رحیم نوروزی      | ابوالفضل                              |
| مجید پتکی        | نظیر                                  |
| مهرانه به نهاد   | خانم عظیمی، مسئول خوابگاه دختران      |
| امیر سهیلی       | یونس                                  |
| مینا نوروزی      | زیور، مادر ستار                       |
| آزاده سدیری      | فریبا، نامزد ستار                     |
| مهشید مرندی      | سودابه، خواهر ستار                    |
| نسرین بابایی     | بنفشه، همسر نظیر                      |
| آزیتا ترکاشوند   | معصومه، همسر محرّم                     |
| فریده دریامج     | خانم پشت کوهسرایی                     |
| مهرداد فلاحتگر   | سرهنگ شاپوری                          |
| کریم قربانی      | ساسان                                 |
| رسول حقدوست      | آقای پیله ور، مسئول خوابگاه پسران     |
| ساقی زینتی       | ربابه                                 |
| مهدی بوستان پرور | بهراد                                 |
| سیاوش گرجستانی   | داوود                                 |
| جابر وثوق        | آقای سیگارودی                         |
| بهمن صادق حسنی   | سلیم، دوست و همکار نظیر               |
| پروین ملکی       | شاباجی                                |
| میلاد حسین پور   | میثم، پسر نظیر                        |
| مهسا هاشمی       | دانش آموز دختر                        |
| سارا بهارلو      | دانش آموز دختر                        |

## عوامل اصلی تولید پروژه
نویسنده و کارگردان: فریدون حسن پور، تهیه کننده: سید مصطفی موسوی، بهروز مفید، مدیر برنامه ریزی و دستیار اول کارگردان: مهدی بوستان پرور، مدیر تولید: علی خلیلی، مدیر تصویربرداری: سیروس کفاش، مدیر صدابرداری: حسین نقوی، تدوین: احسان جعفری، طراح گریم: علی بهرامی فر، طراح بدلکاری: علیرضا فتحی، جلوه های ویژه بصری: فرشاد والایی، جلوه های میدانی: حمید رسولیان، دستیار برنامه ریز: عمار آقایی، دستیار کارگردان: دانیال محمودنیا، منشی صحنه: مهشید مرندی کهن